# Somethin' Else (Cannonball Adderley)
Somethin' Else è il settimo album discografico del 1958 di Cannonball Adderley con Miles Davis in una delle sue poche apparizioni come sideman.
Nato come una classica sessione di registrazione fra diversi musicisti (Miles Davis alla tromba, Art Blakey alla batteria, Hank Jones al piano e Sam Jones al contrabbasso),col tempo la popolarità dell'album crebbe fino a essere considerato uno dei migliori album jazz della storia tanto che la versione dello standard Autumn Leaves viene considerata come quella più famosa del brano.

## Descrizione
Dopo essersi trasferito a New York nel 1955 per laurearsi, iniziò a esibirsi col fratello Nat alla tromba, mettendosi in mostra tanto che fu presto definito "the new Bird"; venne notato da Miles Davis che cercava nuove forme musicali da sviluppare introducendo elementi blues all'interno delle sue composizioni, iniziando così una proficua collaborazione con Adderley. L'album segna un percorso che abbandona il be bop di Charlie Parker seguendo un percorso che avrebbe portato il jazz, anni dopo, alla fusion.
Nella riedizione del 1987 venne aggiunto un brano proveniente dalle stesse sessioni di registrazione, Alison's Uncle, di Hank Jones (Blue Note – 0777 7 46338 2 6) mentre nell'edizione del 1999 questo brano venne rinominato Bangoon (Blue Note, RVG Edition – 7243 4 95329 2 2)

## Tracce
1. Autumn Leaves – 11:01 (Joseph Kosma, Johnny Mercer, Jacques Prévert)
2. Love for Sale – 7:06 (Cole Porter)
3. Somethin' Else – 8:15 (Miles Davis)
4. One for Daddy-O – 8:26 (Nat Adderley, Sam Jones)
5. Dancing in the Dark – 4:07 (Howard Dietz, Arthur Schwartz)

## Formazione
- Cannonball Adderley - sax alto
- Miles Davis - tromba
- Hank Jones - piano
- Sam Jones - contrabbasso
- Art Blakey - batteria

## Classifiche
| Classifica (2021) | Posizione massima |
| ----------------- | ----------------- |
| Grecia            | 46                |